# Marc Moallic
Marc Jean Pierre Moallic, noto anche con lo pseudonimo di Ker Ma o MoKerMa (Lorient, 17 giugno 1907 – Saint-Mandrier-sur-Mer, 20 maggio 2004), è stato un fumettista, sceneggiatore e illustratore francese. È conosciuto per gli Énigmes de Vaillant-Pif Gadget, che divennero in seguito Les Enquêtes de Ludo pubblicati settimanalmente per tredici anni, dal 1969 al 1982.

## Biografia
Marc Moallic è il più giovane di tre fratelli di una famiglia di pescatori bretoni. Suo padre era un impiegato di marina e sua madre, Malvina Guillotin, era di Saint-Étienne, discendente di Guillotin, politico e rivoluzionario francese da cui prende il nome la ghigliottina. Dopo il diploma di studi ottenuto a Douarnenez, entrò all'École des mousses a 14 anni e partì a bordo di un peschereccio con il grado di timoniere. A 40 anni fu nominato ammiraglio e lavorò a terra per la marina mercantile. 
Marc Moallic, dopo il trasferimento della famiglia a Tolone, studiò al Liceo Peiresc di Tolone, dove conseguì il diploma di maturità nel 1925. Il suo insegnante di disegno, il signor Brunel, notò in lui un certo talento e – dietro suo consiglio – si recò a Parigi per proseguire gli studi presso l'École nationale supérieure des arts décoratifs per due anni, successivamente all'École des beaux-arts.
Inizio a lavorare per le riviste umoristiche Pêle-Mêle e La Vie de garrison firmandosi con lo pseudonimo Ker ma.
Nel 1930 fu richiamato e arruolato nella marina militare. Venne imbarcato a bordo della nave militare Antarès. Fu inviato in un lungo viaggio per compiere rilievi cartografici nella baia di Cayenne, lungo le coste africane, successivamente nell'Oceano Indiano, fino al Madagascar e alle Indie. Lavorò come cartografo poiché era uno dei pochi dell'equipaggio che sapeva disegnare. Salpò per le isole Kerguelen, di cui la Francia voleva riprendere possesso, sempre con lo scopo di effettuare rilievi cartografici. Fu incaricato di monitorare i fenomeni della marea a Hopeful Bay e venne dimenticato su un isolotto per un'intera notte. Dopo il suo salvataggio, questo isolotto fu chiamato Îlot Moallic in suo onore e ancora oggi porta il suo nome. Smobilitato dal servizio militare in Madagascar nel 1931, tornò a Parigi e iniziò la sua carriera di illustratore, che conobbe solo una pausa dovuta alla chiamata alle armi nel 1939 in vista della seconda guerra mondiale.
Nel 1940 a Cannes incontrò il suo ex datore di lavoro, Louis de Premio-Real, che lo portò a lavorare per il periodico della repubblica di Vichy L'Alerte, diretto da Léon Bailby. Quando L'Alerte cessò le pubblicazioni, nel 1942, Marc Moallic per vivere lavorò pulendo le spiagge con il suo amico Ponty. In quel periodo abitava a Cannes. Grazie alla sua relazione con Max Favalleli, fino al 1946, poté vendere alcuni disegni alla rivista umoristica Ric et Rac  giornale dei profughi di Clermont-Ferrand.
Louis de Premio-Real lo assunse poi a Parigi come direttore artistico del settimanale di attualità Cinévie, rivista cinematografica il cui caporedattore era France Roche. Ha poi assunto la direzione artistica di Cavalcade, dove ha affiancato Henri Troyat, direttore letterario, e Maurice Druon. Ha fatto molte tavole per il giornale Ici Paris sin dalla sua nascita e per il quale ha anche prodotto alcune intere pagine di illustrazioni. Ha conosciuto anche René Goscinny e Albert Uderzo nel periodo che gestivano una piccola agenzia di stampa ai Champs-Élysées a Parigi.
Marc Moallic ha aperto un nuovo studio e si è avvicinato ai pittori Pierre Dionisi e Michel Terrasse, allo scultore di animali Vincent Becquerele e a molti altri intellettuali. Questo studio era frequentato da artisti come Henri Morez, Gad, Sempé, Uderzo, René Goscinny, Mick Micheyl, René Collamarini e Michel Simon. Nel suo studio artistico è stato girato un episodio del giovane Fabre, una serie televisiva di Cécile Aubry, con Véronique Jannot e la comparsa di suo figlio Mehdi.
Quando nel 1959 il quotidiano Pilote iniziò le pubblicazioni, fu uno dei primi collaboratori di questa rivista. Tramite, Jacques Faizant, incontrò Pierre Bellemare che era alla ricerca di un disegnatore per illustrare i suoi testi. In collaborazione con quest'ultimo ha pubblicato Les Enquêtes de l'Inspecteur Robillard per il periodico Pilote e per la rivista Les Infaillibles per Ici Paris. Sono principalmente Jean-Paul Rouland e Claude Olivier dell'agenzia Télé-Press a scrivere le sceneggiature. 
Marc Moallic disegnò altre tavole per la televisione francese con Pierre Bellemare.
In seguito, la redazione di Vaillant lo contattò per il loro periodico, per coordinare la rubrica dei giochi. Ha illustrato Les Enquêtes de Ludo nel 1969, che fu pubblicato nel il primo numero di Pif Gadget. Le sceneggiature furono create prima da Henri Crespi, poi Marc Moallic che ne ha scritte la maggior parte.
Nel 1975 cessa ogni attività e lascia il suo studio a Montmartre, rilevato da Jean-Jacques Beineix, si ritira nella penisola di Saint-Mandrier, di fronte a Tolone.

## Carriera
Moallic ha iniziato come illustratore per il giornale Pêle-Mêle nel 1928, poi ha lavorato per L'Épatant, La Vie de garnison, per il quale ha realizzato copertine a colori e per Offenstadt, Le Dimanche illustre, Cadet Rousselle. In quel periodo incontrò Louis Forton e Gaston Callaud, che vennero a mostrargli le loro tavole.
Nel 1931, scrisse una rubrica per Petit Parisien, poi venne assunto come redattore in ottobre da Charles Lattès, direttore del Miroir du Monde, dove rimase fino alla fusione del giornale con Le Monde Illustré nel 1937 (diventando Le Monde illustré, Miroir du monde).
La sua prima serie a fumetti fu Barnabé le Corsaire, pubblicata in Ademaï gai jeudi nel 1936, con Paul Colline, che portò alla creazione di Adémaï aviateur (1946) e del film Adémaï au Moyen Âge (1947) ma anche all'incontrò con l'attore Noël-Noël, interprete di un personaggio del film.
Lavora per Vu dal 1936 al 1939, assunto da Louis de Premio-Real, diventando direttore artistico dal 1938 fino all'agosto 1939.
Disegnò per il periodico francese Ridendo dal marzo 1939.
Collaborò con Jean-Claude, la rivista dell'uomo moderno, e con Le Journal de Toto nel 1938.
Disegnò per il giornale L'Alerte tra il 1941 e il 1943.
Nell'ottobre 1943 iniziò a pubblicare sul periodico umoristico Ric et Rac.
Dopo il 1945, diventò direttore artistico di Cinévie e Cavalcade, mentre continuava a lavorare come illustratore per Ici Paris, V Magazine, Boléro, France Dimanche e La Presse.
Dal gennaio 1946 all'ottobre 1948 fu direttore del servizio di modellismo nel periodico Cavalcade.
Dal 1948 al 1962 disegnò le serie Les exploits de l'Inspecteur V. Nard e Jonas et Casimir  supplemento giovanile della rivista femminile Modes et travaux.
Nel 1949 disegnò per il mensile umoristico Éclats de rire.
Nel 1951 pubblicò con Jean Maunoury una piccola opera: I 24 comandamenti dell'ospite in crociera.
Nel 1953 disegnò per il giornale umoristico Le Hérisson.
Nel 1958 illustrò una serie di cartoline su Pulcinella.
Nel 1959 fu cofondatore di Pilote dove venne pubblicata Les Enquêtes de l'Inspecteur Robillard con Pierre Bellemare come sceneggiatore, serie che, dopo il successo, venne trasmessa da Radio Luxembourg tra il 1960 e il 1963, dalle 13.30 alle 14.30, prodotta da Guy Bertret e Jacques Ledrain.
Nel 1960 creò la mascotte delle lavatrici Frigidaire, un procione sotto forma di portachiavi e statuette di gommapiuma.
Dal 1969 lavorò per Pif Gadget dove creò il fumetto Les Enquêtes de Ludo.
Marc Moallic collaborò anche con il giornale Moustique, l'Agence centrale de presse, Técipresse, Franpar, l'Almanach Vermot, Le Journal de Mickey e con le Éditions Rouff.
Andò in pensione nel 1975.

## Opere principali
Le principali opere di Marc Moallic sono:
- Les Infaillibles per Ici Paris;
- Cache cache per Le Dauphiné libéré;
- L'Inspecteur Degloire, per il quotidiano regionale La Voix du Nord;
- M. Furette per Nice-Matin;
- Ça va bouillir telenovela radiofonica in Pilote;
- Jonas et Casimir (mensile femminile) di Modes et travaux  tra il 1965 e 1975;
- Les Enquêtes de l'Inspecteur Robillard, con Pierre Bellemare in Pilote;
- Les énigmes - Enquêtes de Ludo per Pif Gadget.